# Протасеня, Анатолий Валерьевич
Анатолий Валерьевич Протасеня (бел. Анатоль Валер'евіч Пратасеня; 26 января 1990, Минск) — белорусско-чешский хоккеист, крайний нападающий. В настоящее время является игроком словацкого клуба «Мартин».

## Карьера
Анатолий Протасеня является воспитанником клуба «Дукла Йиглава». Начал свою профессиональную карьеру в 2010 году в составе клуба первой чешской лиги «Гавиржов», выступая до этого за его фарм-клуб, а также вторые команды «Млады Болеслав» и родной «Дуклы». Уже в следующем сезоне Анатолий вернулся в родной клуб, однако большую часть времени он вновь провёл в составе фарма, сыграв за основной состав 27 матчей, и набрав 3 (2+1) очка.
Перед началом сезона 2011/12 Протасеня принял решение отправиться на историческую Родину, подписав просмотровый контракт с минским «Динамо». 30 августа 2011 года Анатолий, благодаря успешной игре на предсезонных сборах заключил полноценное двухлетнее соглашение со столичной командой. Тем не менее, в самом начале сезона Протасеня почувствовал боли в спине, после чего он был отправлен на лечение в Чехию, где и был прооперирован.
Долгое время играл за минскую «Юность», выступающую в Белорусской Экстралиге, потом выступал за «Дуклу Йиглава» в первой чешской лиге и за команду «Уния Освенцим» в Польской хоккейной лиге. В начале 2020 года было объявлено о возвращении Анатолия Протасени в йиглавскую «Дуклу». Сезон 2020/21 провёл за «Усти-над-Лабем». 3 июня 2021 года перешёл в словацкий «Мартин».

## Статистика выступлений
Последнее обновление: 30 декабря 2011 года
|                 |                      |                 | Регулярный сезон | Регулярный сезон | Регулярный сезон | Регулярный сезон | Регулярный сезон | Регулярный сезон | Плей-офф | Плей-офф | Плей-офф | Плей-офф | Плей-офф | Плей-офф |
| Сезон           | Команда              | Лига            | Игр              | Г                | П                | Очк              | +/-              | Штр              | Игр      | Г        | П        | Очк      | +/-      | Штр      |
| --------------- | -------------------- | --------------- | ---------------- | ---------------- | ---------------- | ---------------- | ---------------- | ---------------- | -------- | -------- | -------- | -------- | -------- | -------- |
| 2004/05         | Дукла-U18            | Экстралига-U18  | 12               | 6                | 4                | 10               | --               | 2                | —        | —        | —        | —        | —        | —        |
| 2005/06         | Дукла-U18            | Экстралига-U18  | 37               | 34               | 16               | 50               | --               | 51               | —        | —        | —        | —        | —        | —        |
| 2006/07         | Гавиржов Пантерз-U18 | Экстралига-U18  | 37               | 33               | 25               | 58               | +18              | 54               | 6        | 3        | 1        | 4        | --       | 20       |
| 2006/07         | Гавиржов Пантерз-U20 | Экстралига-U20  | 8                | 2                | 1                | 3                | -4               | 4                | —        | —        | —        | —        | —        | —        |
| 2007/08         | Млада Болеслав-U20   | Экстралига-U20  | 43               | 10               | 21               | 31               | +5               | 34               | 8        | 4        | 2        | 6        | --       | 41       |
| 2008/09         | Гавиржов Пантерз-U20 | Экстралига-U20  | 43               | 28               | 14               | 42               | +3               | 28               | 5        | 1        | 2        | 3        | -1       | 6        |
| 2009/10         | Гавиржов Пантерз-U20 | Экстралига-U20  | 34               | 25               | 15               | 40               | +5               | 20               | —        | —        | —        | —        | —        | —        |
| 2009/10         | Гавиржов Пантерз     | 1.liga          | 3                | 1                | 0                | 1                | -1               | 2                | —        | —        | —        | —        | —        | —        |
| 2010/11         | Дукла-U20            | Экстралига-U20  | 31               | 33               | 17               | 50               | +23              | 26               | —        | —        | —        | —        | —        | —        |
| 2010/11         | Дукла                | 1.liga          | 19               | 2                | 1                | 3                | -1               | 4                | 8        | 0        | 0        | 0        | -2       | 0        |
| 2011/12         | Динамо Минск         | КХЛ             | —                | —                | —                | —                | —                | —                | —        | —        | —        | —        | —        | —        |
| Всего в КХЛ     | Всего в КХЛ          | Всего в КХЛ     | —                | —                | —                | —                | —                | —                | —        | —        | —        | —        | —        | —        |
| Всего в карьере | Всего в карьере      | Всего в карьере | 275              | 178              | 116              | 294              | +48              | 229              | 19       | 4        | 3        | 7        | -3       | 26       |

1 — Переходный турнир.